# …and Times Goes Friendly
 (décembre 2024).
Si vous disposez d'ouvrages ou d'articles de référence ou si vous connaissez des sites web de qualité traitant du thème abordé ici, merci de compléter l'article en donnant les références utiles à sa vérifiabilité et en les liant à la section « Notes et références ».
Albums de Matmatah
Archie Kramer
(2004) La Cerise
(2007)
…and Times Goes Friendly est un mini-album du groupe breton Matmatah. Il contient 6 titres, dont le tube Comme si de rien n'était et une nouvelle version de la chanson Le souvenir.

## Pistes de l'album
1. Comme si de rien n'était (3:08)
2. Daily Delhi (1:53)
3. Hyderabad (3:46)
4. Quitter la route (2:24)
5. Challo Challo (2:09)
6. Le souvenir (Indian remix) (5:47)

## Divers
En plus des pistes audio, le disque comporte une piste informatique contenant le clip vidéo de Comme si de rien n'était.
La même année, Matmatah publie un single intitulé Comme si de rien n'était comprenant 1 titre paru dans and Times Goes Friendly.